# Íñigo Vélez de Guevara, Conde de Oñate

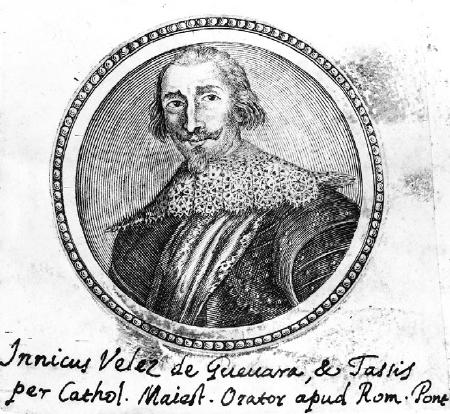
Íñigo Vélez de Guevara, Graf von Oñate

Don Íñigo III. Vélez de Guevara y Tassis, siebter Graf von Oñate und Graf von Villamediana (* 1566; † 31. Oktober 1644 in Madrid) war ein spanischer Staatsmann und Diplomat.

## Leben
Íñigo Vélez war ein Sohn von Pedro Vélez de Guevara, Herr von Salinillas, und María de Tassis und somit ein Enkel des spanischen Generalpostmeisters Raimundo de Tassis (Raimund von Taxis) (um 1515–1579). Er erlangte durch die Heirat mit seiner Blutsverwandten Catalina Vélez, Tochter des Grafen Pedro Vélez de Guevara, die Grafschaft Oñate, da der einzige Bruder seiner Frau, Graf Ladrón Vélez de Guevara, in der Schlacht der spanischen Armada gegen die englische Flotte in der Straße von Dover 1588 umgekommen war. Nachdem 1622 in Madrid der spanische Generalpostmeister Don Juan de Tassis, Graf von Villamediana, Íñigos Cousin, ermordet worden war, erhielt er als nächster Erbe auch dessen erledigte Grafschaft und sollte auch den Namen und das Wappen der Tassis führen.
Íñigo Vélez de Guevara war – auch schon vor dessen Thronbesteigung – Oberkammerherr König Philipps III. von Spanien und diente ihm in den Niederländischen Kriegen, wo er gefangen genommen wurde. Daraufhin wurde er Ritter des Ordens vom heiligen Jakob. Er diente seinem König in vielfältigen diplomatischen Missionen wie am Hof von Herzog Karl Emmanuel von Savoyen. Anfang Februar traf er als spanischer Sondergesandter am Hof von Kaiser Matthias in Prag ein. Seine erste Aufgabe war ein Vertrag, der das Erbe des Matthias, auf das Philipp III. Anspruch angemeldet hatte, regelt. Unter Vorsitz des Günstling-Ministers Kardinal Khlesl wurde die Übergabe von Böhmen und Ungarn an Erzherzog Ferdinand von Innerösterreich und damit dessen Zukunft als Ferdinand II. ausgehandelt und im sogenannten Oñate-Vertrag festgehalten. Íñigo Vélez entwickelte sich als Botschafter am Kaiserhof zum ausgemachten Gegner Khlesls und wirkte auf seinen Sturz hin.
Íñigo Vélez blieb während der Herrschaft Ferdinands II. am Wiener Hof, wo er zur Partei der Gegner Wallensteins gehörte, zu dessen Fall er erheblich beitrug.
Vélez stand am spanischen Hof in so hoher Gunst, dass ihm als Nachfolger des Herzogs von Alba das Amt des Oberhofmeisters Philipps IV. zugedacht war, obwohl der Favorit des Königs, Premierminister Gaspar de Guzmán, conde-duque de Olivares, sein erklärter Feind war. Nach dessen Fall aber verbesserte sich seine Position so sehr, dass er sogar als dessen Nachfolger im Gespräch war. Da er aber für sich und seine Söhne allzu hohe Ansprüche stellte, zog er sich den Unmut des Königs zu und so wurde stattdessen Don Luís de Haro Staatsminister. Als Philipp sich 1643 auf eine Reise nach Aragón begab, ließ er Vélez in Madrid bei der Königin Isabella zurück und empfahl ihr, auf dessen Rat zu hören.
Don Íñigo Vélez de Guevara starb als königlicher Geheim- und Staatsrat und Präsident des Rates der königlichen Orden 1644 in Madrid. Sein Sohn, Don Íñigo IV., wollte seinen Leichnam mit großer Pracht in der Kirche San Felipe in Madrid beisetzen lassen. Da aber der König das als unpassendes Zusammentreffen mit dem Begräbnis seiner ebenfalls kurz zuvor verstorbenen ersten Frau, Königin Isabella (6. Oktober 1644), deutete, mussten die Trauerdekorationen wieder entfernt werden und Don Íñigo erhielt eine Strafe von 4.000 Reales.

## Nachkommen
Aus der Ehe mit Doña Catalina Vélez de Guevara entstammten neun Kinder:
1. Pedro, kam in Mailand bei einem Sturz vom Pferd ums Leben
2. Iñigo IV. (1597–1658), von 1648 bis 1653 Vizekönig von Neapel (Virrey de Nápoles)
3. Juan, trat in den geistlichen Stand
4. Felipe Emmanuel, königlich-spanischer Oberst, fiel 1642 bei Perpignan
5. Beltrano, Marques de Montereale, Vizekönig von Sardinien
6. María Ana, heiratete Antonio Teodoro Trivulzio, † 1678, 3. Reichsfürst, Principe di Musocco e Valle Misolcina, 1664 Ritter im Orden von Goldenen Vlies (Nr. 461)
7. Maria Angela, Ordensfrau
8. Catalina, Ordensfrau
9. Ana Maria, Ordensfrau